# Jabłonowscy herbu Prus I

Herb Prus

Jabłonowscy herbu Prus I – polska rodzina szlachecka. 
Jabłonowscy herbu Prus I byli gałęzią rodziny Kobylińskich, wywodzącej się z ziemi ciechanowskiej. Swoje nazwisko wzięli od Jabłonowa w ziemi bielskiej. Ich protoplastą był Jan Kobyliński, sędzia suraski, który od 1430 roku zaczął się pisać jako Jan Jabłonowski z Kobylina.

## Przedstawiciele rodu
- Aleksander Walerian Jabłonowski (1829-1913) – polski historyk i etnograf, powstaniec styczniowy
- Władysław Jabłonowski (1841-1894) – polski lekarz i etnograf, powstaniec styczniowy
- Władysław Jabłonowski (1865-1965) – polski krytyk literacki, nowelista, senator RP